# Hof HaSharon
Le conseil régional d'Hof HaSharon, en hébreu : מועצה אזורית חוף השרון, est situé près de Netanya et de Herzliya, dans le district centre en Israël. Sa population s'élève, en 2016, à 13 191 habitants.

## Liste des communautés
Kibboutzim
- Ga'ash (en)
- Glil Yam
- Shefayim (en)
- Tel Yitzhak
- Yakum (en)

Moshavim
- Batzra
- Beït-Yéhoshoua
- Bnei Zion (en)
- Kfar Netter
- Rishpon (en)
- Udim (en)

Localités communautaires
- Arsuf (en)
- Harutzim (en)

Village de jeunes
- Neve Hadassah (en)

## Source de la traduction
- (en) Cet article est partiellement ou en totalité issu de l’article de Wikipédia en anglais intitulé « Hof Ashkelon Regional Council » (voir la liste des auteurs).